# Garrick Football Club
Il Garrick Football Club fu una società calcistica inglese con sede a Sheffield. Fondata nel 1866 e sciolta nel 1878, è (insieme al club Wellington) l'unico club al mondo ad aver giocato nelle prime due competizioni di calcio della storia.

## Storia
Il club si formò nell'ottobre 1866, Il club prese il nome dal Garrick Hotel dove teneva le sue riunioni. la prima partita per il club fu una vittoria per 1 a 0 contro il Wellington il mese successivo, in una partita a 12 a East Bank. 
Insieme a Wellington, è stato il primo a partecipare alle prime due competizioni calcistiche. Nella prima, la Youdan Cup del 1867, il Garrick perse contro il Mackenzie all'Orphanage Ground di London Road. 
L'anno successivo nella Cromwell Cup e dopo aver battuto Wellington, incontrò il Wednesday in finale a Bramall Lane perdendo 1-0.
Garrick si ritirò quindi dal giocare nelle squadre locali più popolari, affrontando invece le squadre minori e giocando partite occasionali fuori città.
Il club fu ragionevolmente attivo fino al 1877, ma l'ultima registrazione di attività nel gioco è la mancata partecipazione a un'amichevole con lo Staveley FC nel dicembre di quell'anno.